# Parque nacional del Gennargentu
El Parque Nacional del Gennargentu (también Parque Nacional de la Bahía de Orosei y Gennargentu; en italiano: Parco Nazionale del Golfo di Orosei e del Gennargentu) es un parque nacional en la costa este de Cerdeña (Italia). El parque se sitúa en las provincias de Nuoro y Ogliastra.
La montaña más alta en Cerdeña, Punta La Marmora (1.834 m s. n. m.), en la sierra de Gennargentu, está dentro de las fronteras del parque nacional.
Dentro de su área protegida incluye un área montañosa cubierta por un bien conservado bosque mediterráneo y el Golfo de Orosei en el litoral.

## Fauna
La fauna en el parque incluye el muflón, el jabalí de Cerdeña (Sus scrofa meridionalis), el ciervo de Córcega (Cervus elaphus corsicanus), la marta, la comadreja, el lirón, el lirón de jardín, el zorro, el gato montés sardo (Felis lybica sarda), el águila real, el halcón peregrino, el buitre leonado, entre otros. 
Los mamíferos marinos incluyen la foca monje mediterránea, la ballena de aleta, el cachalote, y varias ballenas más pequeñas y delfines.

## Galería

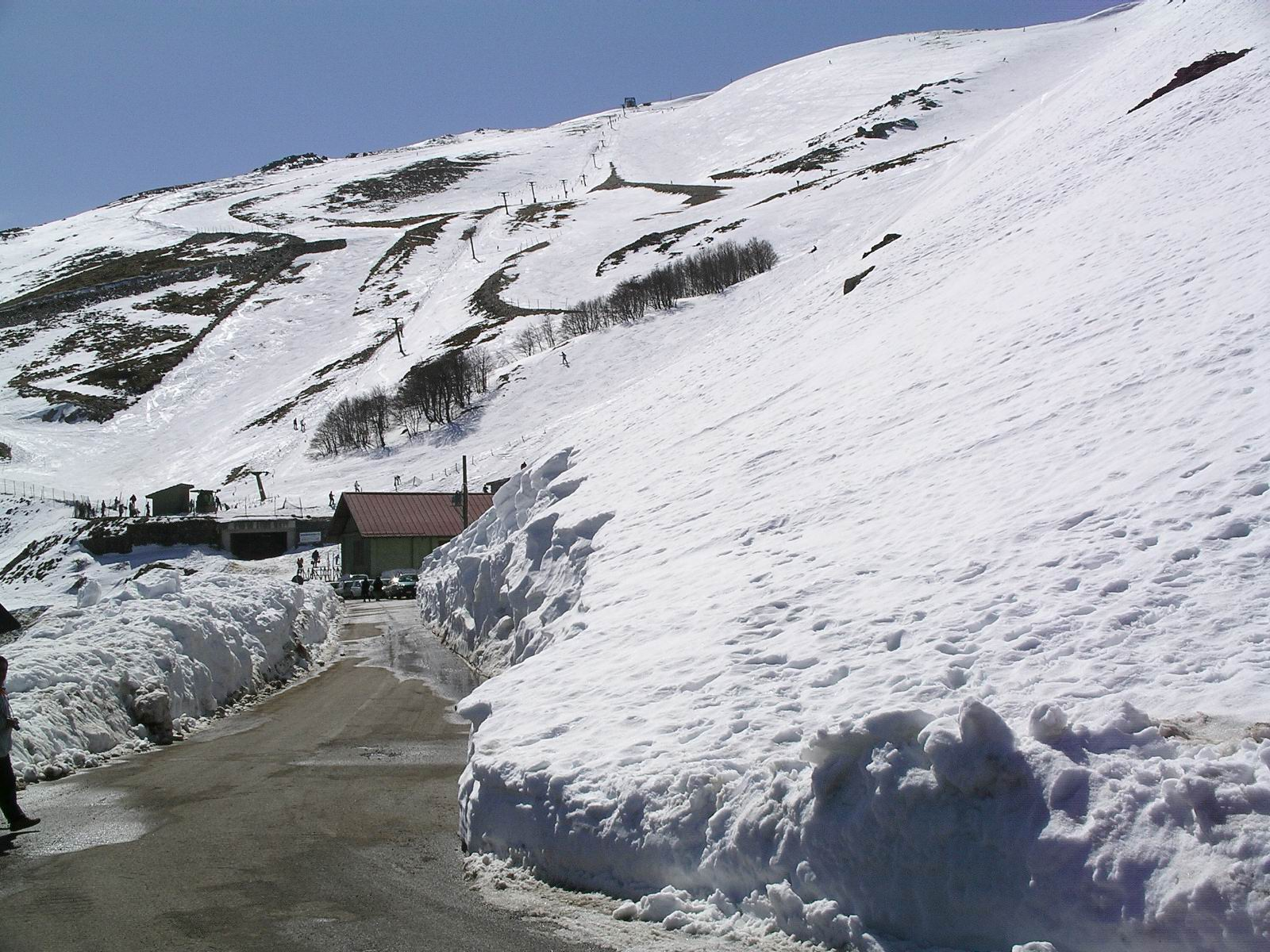
Estación de esquí Bruncu Spina
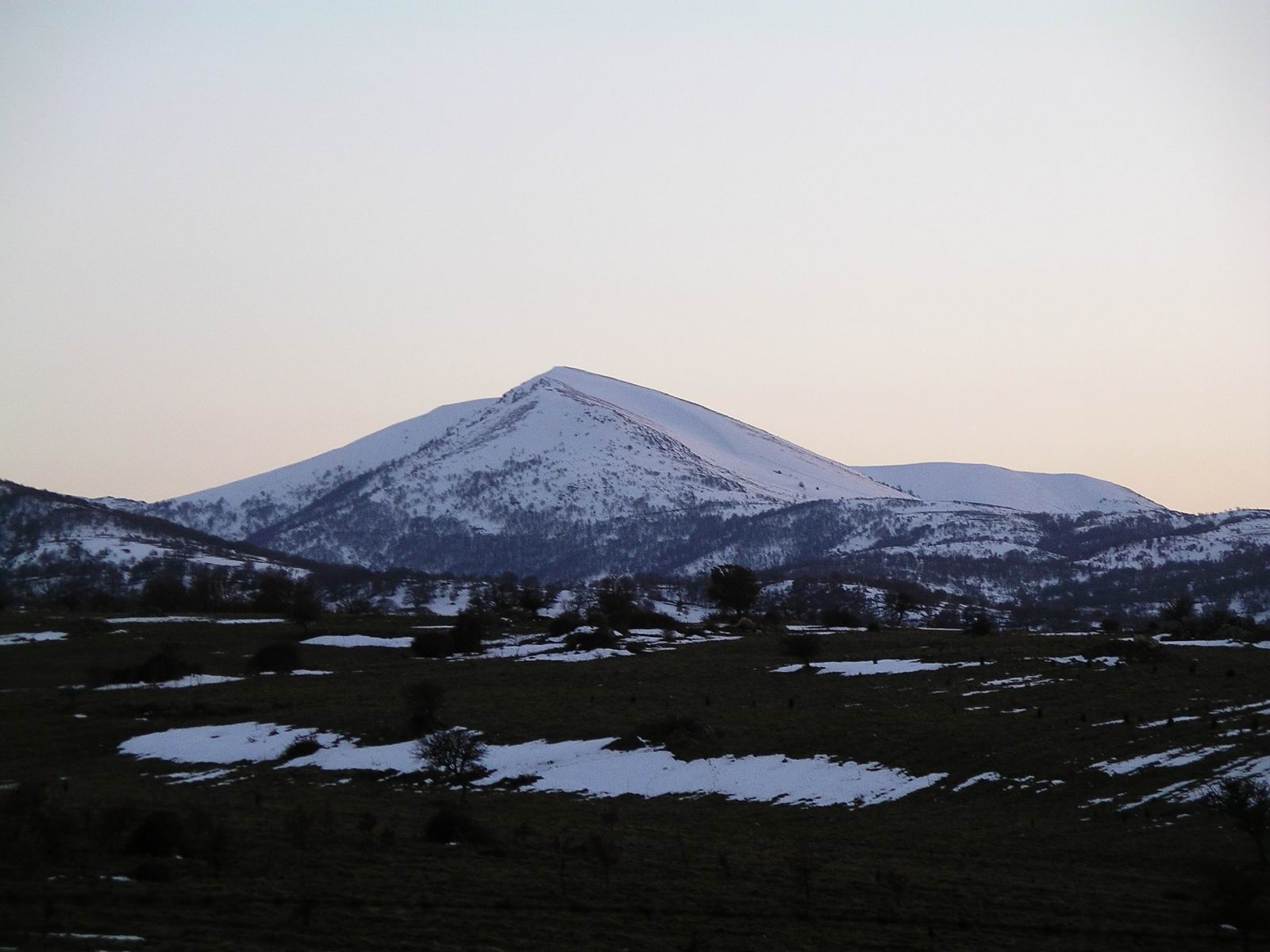
Monte Spada
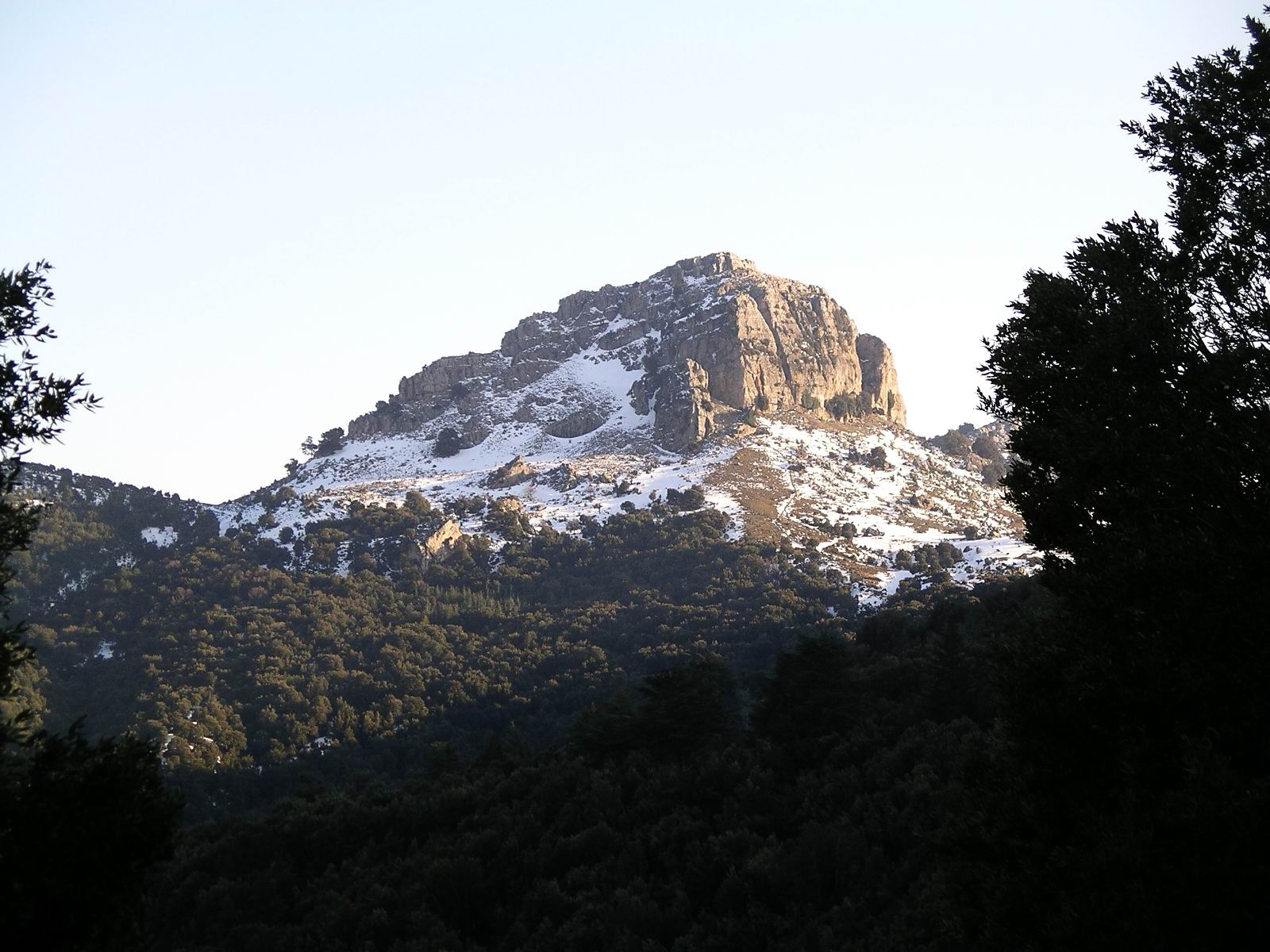
Monte Fumai
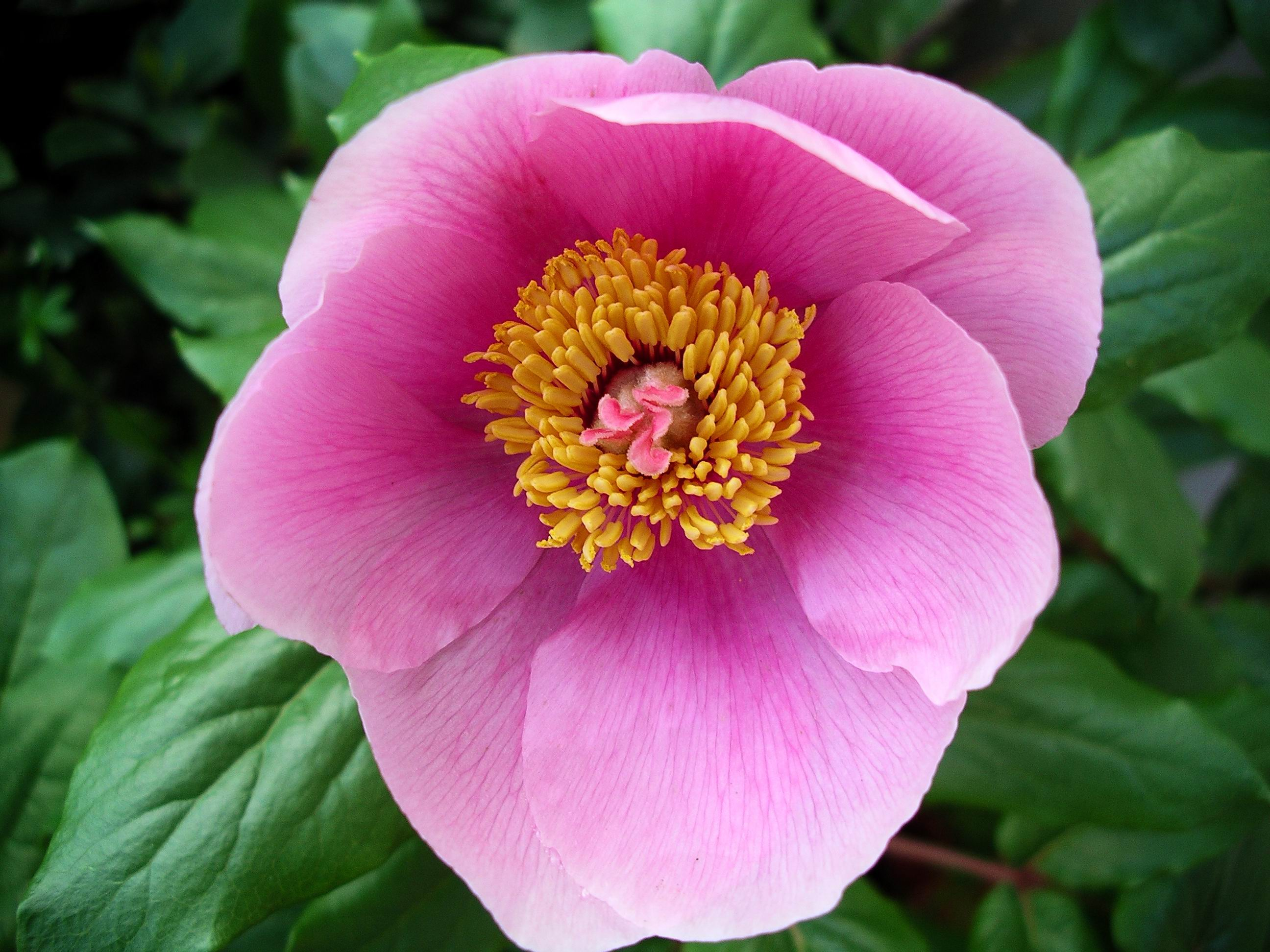
Paeonia De Gennargentu
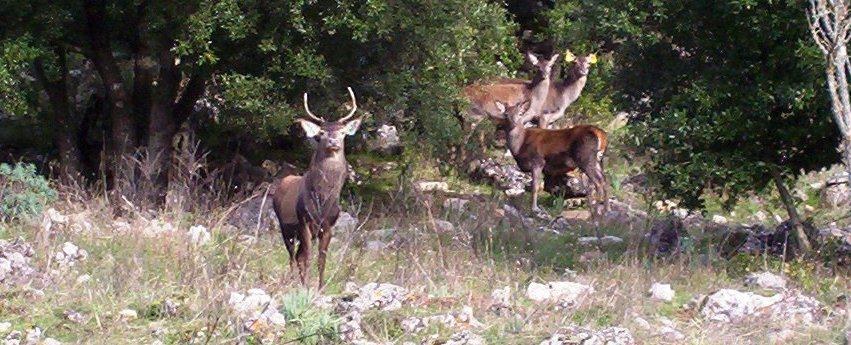
Ciervo de Córcega
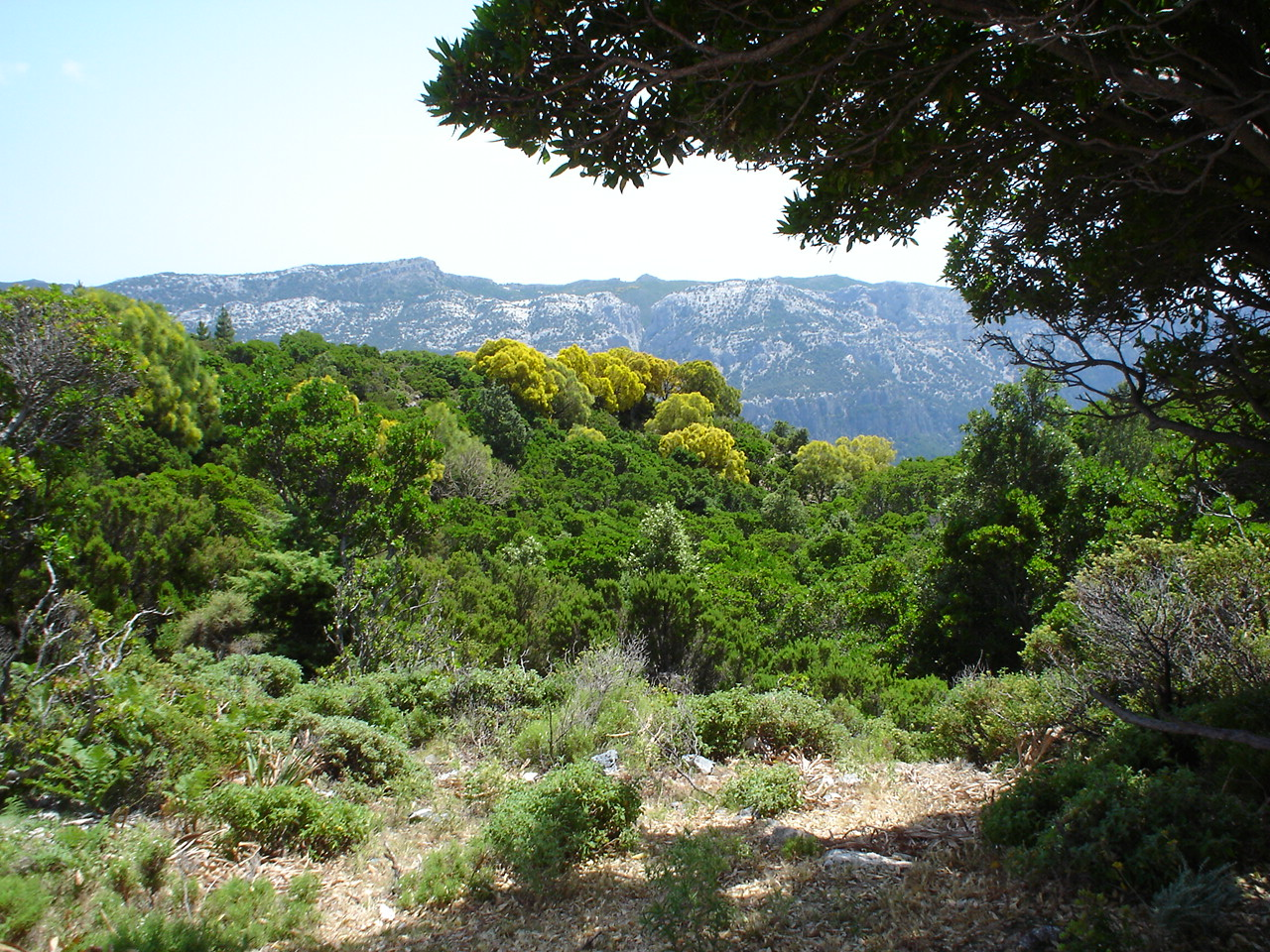
bosque mediterráneo en el parque
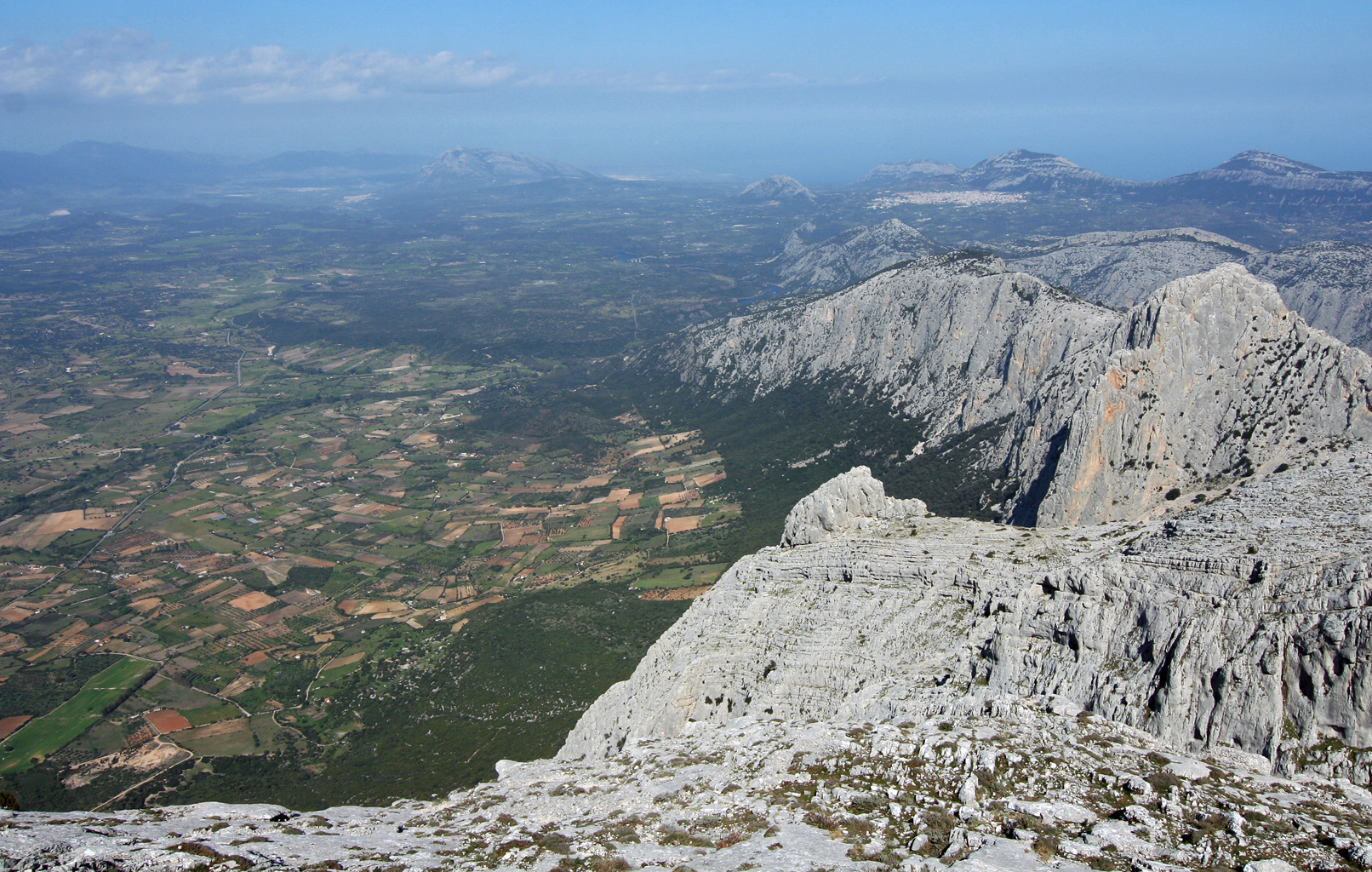
Punta Sos Nidos
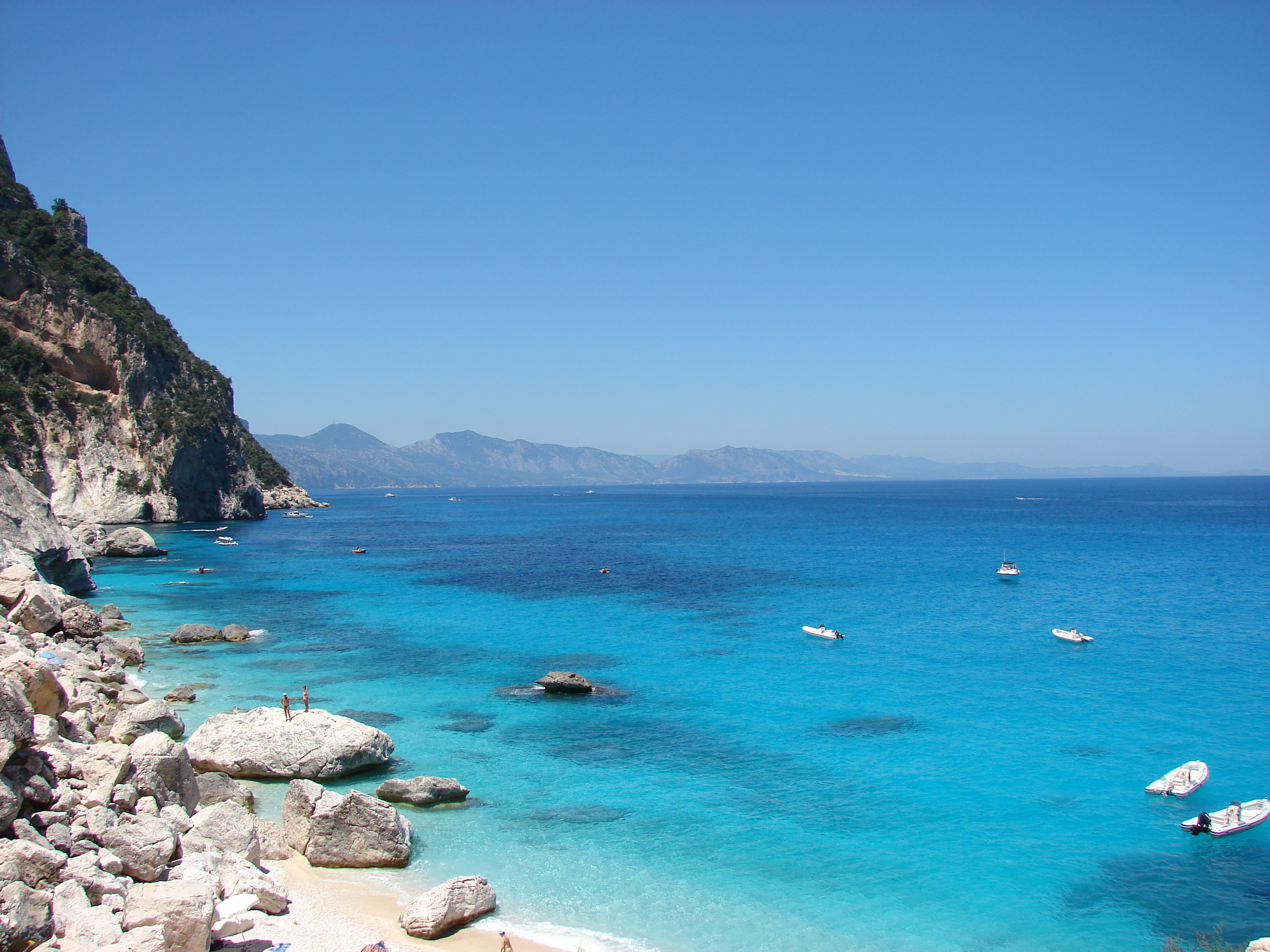
Cala Goloritzé
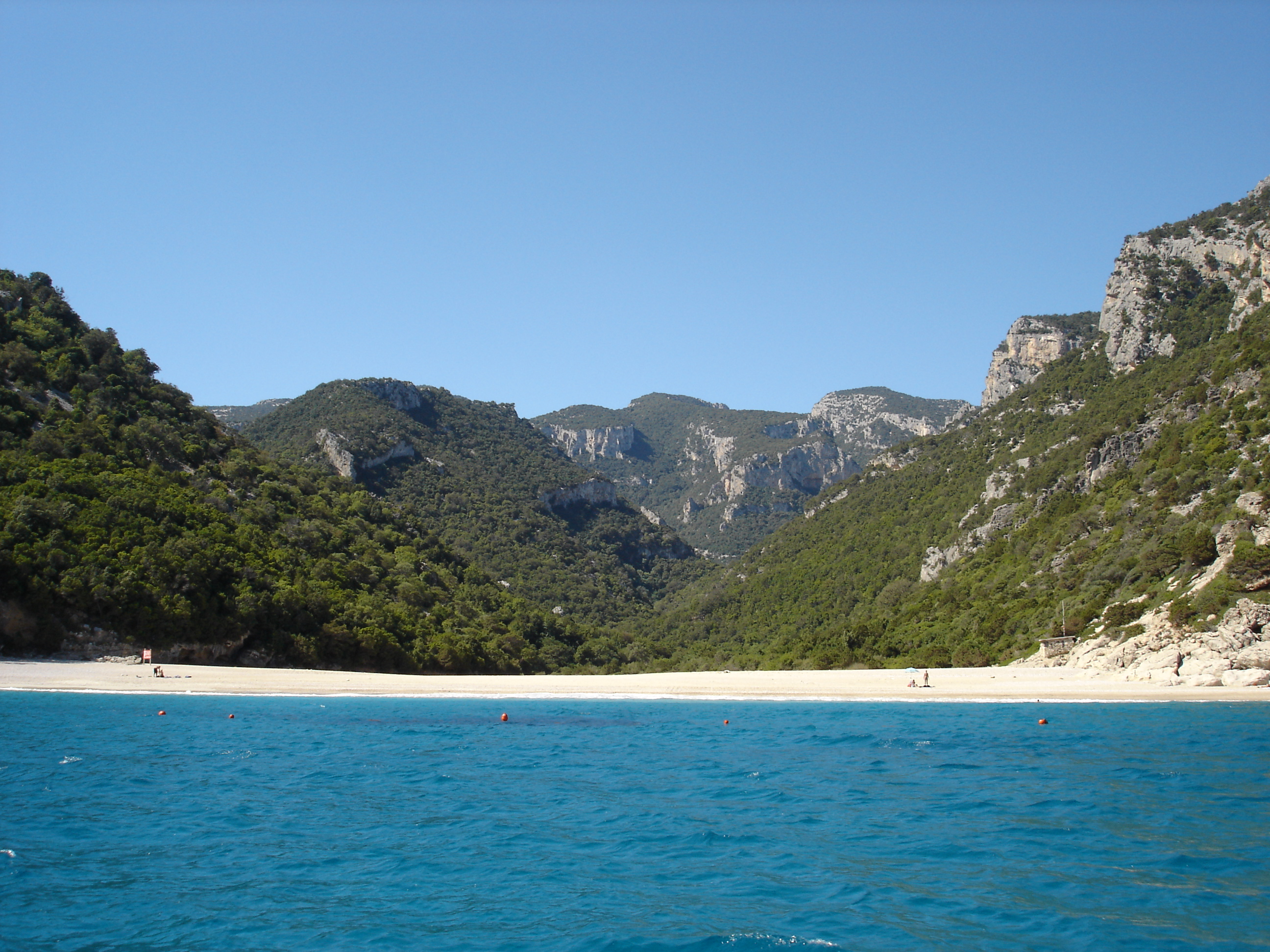
Cala Sisine